# Ferrovia Suzzara-Ferrara (azienda)
La Società anonima Ferrovia Suzzara-Ferrara (FSF, poi Ferrovia Suzzara-Ferrara S.p.A, dal 9 dicembre 1985 Gestione Commissariale Governativa Ferrovia Suzzara-Ferrara) è stata una società per azioni il cui oggetto sociale era lo svolgimento di trasporti ferroviari.

## Storia
Nel 1888, la società ottenne in subconcessione dall'amministrazione provinciale mantovana l'esercizio della ferrovia Suzzara – Ferrara dalla quale prese il nome. Di essa furono importanti soci Antonio Mazzorin, Augusto Minzolini e la casa bancari Zaccaria Pisa. Secondo le notizie statistiche del Credito Italiano risulta che nel 1914 la Zaccaria Pisa fosse ancora rappresentata nel consiglio di amministrazione dall'ingegner Giuseppe Sullam, vicepresidente, e dall'avvocato Aldo Cantoni, membro del consiglio di amministrazione. All'ingegner Pellegrino Pisa fu invece affidata la direzione tecnica.
Le sue vicende storiche sono strettamente legate a quelle della linea ferroviaria omonima. La società, tuttavia, fu piuttosto attiva nell'estendere i suoi servizi ad altre reti ferroviarie.
Dal 1º settembre 1938, grazie ad accordi con le Ferrovie dello Stato, organizzò una relazione diretta tra Mantova e Ferrara, utilizzando parte della linea ferroviaria statale Mantova – Modena e le nuove automotrici ALn 72. Il servizio, esercitato tuttora dalla FER, ebbe una sola sospensione, dall'estate 1944 fino all'agosto 1949, a causa alla distruzione del ponte sul Po presso Borgoforte provocata dalle attività belliche della Seconda guerra mondiale.
Con l'orario estivo del 1948, la FSF, in collaborazione con la Società Veneta, organizzò corse dirette sulla direttrice Parma-Suzzara-Ferrara. L'accordo prevedeva l'alternanza fra materiale rotabile della Società Veneta e quello della FSF, all'inizio rispettivamente Automotrici MAN con rimorchiate Cd 300 e ALn 72. La relazione riscosse successo perché permetteva ai pendolari di andare a Milano senza passare da Bologna e Modena. Essa terminò con l'orario estivo del 1974, poiché da molti anni i pendolari avevano mostrato di preferire le corse dirette Milano-Ferrara.
I primi treni del mare, punto di forza della società ferroviaria negli ultimi anni della sua vita, nacquero grazie ad un altro accordo con le Ferrovie dello Stato che consentì la nascita di corse estive fra Mantova e la città di Rimini a partire dal 31 maggio 1959, utilizzando le nuove automotrici FSF ALn 668. Con l'orario estivo del 1960 fu istituita la corsa Brescia-Rimini con fermate lungo il Basso Garda e Verona. Fino al 1968, i convogli della relazione proveniente da Brescia venivano uniti a quelle della corrispondente mantovana presso Poggio Rusco; da questa stazione fino a Rimini proseguivano congiunti. Durante il viaggio di ritorno, sempre presso la cittadina poggese avveniva la separazione delle automotrici. Nel 1969 vi fu il prolungamento delle due relazioni fino a Pesaro e lo spostamento del capolinea mantovano a Cremona.
Con l'orario estivo del 1970 entrò in funzione il più noto dei treni del mare: la Freccia Orobica. Essa era una relazione avente come capolinea Bergamo e Pesaro. Dalla città orobica erano effettuate tutte le fermate lungo la Bergamo-Brescia fino a Rovato, dopodiché il treno procedeva senza soste intermedie fino a Ferrara passando per la Brescia-Verona, la Verona-Poggio Rusco e la Poggio Rusco-Ferrara. Per svolgere la tradotta furono utilizzate prevalentemente le ALn 668 Orobiche, sebbene si dovette anche ricorrere al noleggio di materiale delle Ferrovie dello Stato ALn 668 e rimorchiate Ln allo scopo di affrontare i casi di maggior necessità.
Con il termine della prima stagione dei treni del mare, il 4 ottobre 1959 fu attivata la prima delle corse dirette fra Milano Centrale e Ferrara. Essa fu frutto di una convenzione fra le FS e la FSF della durata di nove anni, nella quale sarebbe stato utilizzato materiale delle Ferrovie dello Stato (ALn 773 e rimorchiate Ln 664) che non avrebbe effettuato fermate lungo le tratte statali Milano-Codogno e la Codogno-Cremona e Cremona-Mantova. La convenzione fu rinnovata sia nel 1968 sia nel 1977, in entrambi i casi per nove anni.
Dal gennaio 1976 due coppie della relazione Milano-Ferrara furono affidate a locomotori FS D.343, mentre la terza, rimasta appannaggio delle ALn 773, con l'attivazione dell'orario estivo fu estesa lungo tutta la ferrovia Ferrara-Codigoro, grazie alla collaborazione delle Ferrovie Padane. L'estensione non riscosse successo, tanto che ebbe termine già nel 1978: il treno ridivenne Milano Centrale-Ferrara e fu impiegata un'ALn 873 accoppiata ad una Ln 779.
La convenzione non fu rinnovata nel 1986, sostituita da una corsa diretta Milano-Mantova, gestita da FS e da una relazione Mantova-Ferrara, di competenza FSF.
Nel 1985, a seguito della rilevazione della concessione da parte del Ministero dei trasporti, la società entrò in gestione commissariale governativa. La nuova amministrazione mantenne i treni del mare e procedette ad effettuare investimenti massicci sulla linea ferroviaria, come ad esempio alcune rettifiche del tracciato e la messa in opera del Comando Centralizzato del Traffico.
Con l'introduzione della nuova normativa ferroviaria, adeguatasi al principio di sussidiarietà, alla fine degli anni novanta la gestione della società è stata affidata alla regione Emilia-Romagna. Nel 2002 l'amministrazione regionale decise di fondere la società assieme alle altre che gestivano le linee di sua pertinenza (le Ferrovie Padane, la Ferrovia Bologna-Portomaggiore e il ramo della ex-Società Veneta relativo alla Parma-Suzzara): nasceva la Ferrovie Emilia Romagna Srl.

## Infrastrutture e linee
La società gestì in concessione la seguente linea:
- ferrovia Suzzara-Ferrara.

Gestì inoltre le seguenti corse dirette:
- Mantova-Ferrara;
- Mantova-Rimini (solo estivo, dal 1969 Cremona-Mantova-Pesaro);
- Milano-Ferrara (con materiale FS);
- Milano-Ferrara-Codigoro (tra il 1976 e il 1978);
- Parma-Ferrara (dal 1948 al 1974);
- Bergamo-Pesaro (Freccia orobica, solo estivo);
- Brescia-Verona-Rimini (solo estivo, dal 1969 Brescia-Verona-Pesaro).

## Materiale rotabile

### Locomotive a vapore
La FSF possedette 15 locomotive a vapore tutte prodotte dalla Maffei di Monaco di Baviera. Furono distinte in tre gruppi sulla base del rodiggio, dell'utilizzazione e del nome di battesimo.

#### Gruppo città
Il gruppo città era composto da locomotive pensate per il servizio merci, dotate di rodiggio C (0-3-0) a tre assi accoppiati.
| Numero | Nome        | Costruttore | Anno di fabbricazione | N. di fabbrica | Dismissione        |
| ------ | ----------- | ----------- | --------------------- | -------------- | ------------------ |
| 1      | Sermide     | J.A. Maffei | 1887                  | 1408           | accantonata (1925) |
| 2      | Villafranca | J.A. Maffei | 1887                  | 1409           | demolita           |
| 3      | Ferrara     | J.A. Maffei | 1887                  | n. d.          | demolita           |
| 4      | Mantova     | J.A. Maffei | 1887                  | n. d.          | accantonata (1925) |
| 5      | Belfiore    | J.A. Maffei | 1887                  | 1449           | demolita           |

#### Gruppo fiumi
Le locomotive del gruppo fiumi, invece, furono destinate al servizio viaggiatori. Erano dotate di un asse portante e di due accoppiate dotate di un diametro maggiore di quello del gruppo città. Il rodiggio era 1B (1-2-0), la potenza era di 275 CV, mentre la velocità massima era di 50 km/h. La locomotiva Piave, acquistata nel 1925, fu inserita nel gruppo per analogia di rodiggio, nonostante avesse caratteristiche diverse dalle altre cinque.
| Numero | Nome    | Costruttore | Anno di fabbricazione | N. di fabbrica | Dismissione                          |
| ------ | ------- | ----------- | --------------------- | -------------- | ------------------------------------ |
| 11     | Secchia | J.A. Maffei | 1887                  | 1454           | demolita (1947)                      |
| 12     | Panaro  | J.A. Maffei | 1887                  | 1455           | demolita (1947)                      |
| 13     | Reno    | J.A. Maffei | 1887                  | 1456           | radiata dopo il 1960                 |
| 14     | Mincio  | J.A. Maffei | 1887                  | 1457           | radiata (1964)                       |
| 15     | Po      | J.A. Maffei | 1887                  | 1458           | demolita (prima metà anni cinquanta) |
| 16     | Piave   | J.A. Maffei | 1925                  | 5623           | venduta (1936)                       |

#### Gruppo poeti
Il gruppo poeti fu composto da locomotive a tre assi accoppiati, dalla potenza di 475 CV e che potevano raggiungere la velocità di 60 km/h. Il rodiggio era C (0-3-0).
| Numero | Nome     | Costruttore | Anno di fabbricazione | N. di fabbrica | Dismissione                              |
| ------ | -------- | ----------- | --------------------- | -------------- | ---------------------------------------- |
| 21     | Virgilio | J.A. Maffei | 1902                  | 2311           | radiata (1964)                           |
| 22     | Ariosto  | J.A. Maffei | n.d.                  | 3118           | venduta (1936)                           |
| 23     | Dante    | J.A. Maffei | 1910                  | 3271           | venduta alla SATTI (metà anni cinquanta) |
| 24     | Petrarca | J.A. Maffei | 1911                  | 3333           | demolita (prima metà anni cinquanta)     |

A seguito dell'arrivo delle prime automotrici diesel, nel 1936, le locomotive a vapore furono presto relegate ad alcune relazioni viaggiatori. Le locomotive superstiti furono utilizzate per il servizio viaggiatori fino al maggio 1959, dopodiché furono impiegate solo per il servizio merci fino al 1964.

#### Carrozze e carri merci
Nel 1888, furono acquistate dalla Schweizerische Gesellschaft-Industrie di Neuhausen 38 carrozze a terrazzini a due assi di cui otto erano miste di I e II classe (dotate di 16 e 20 posti rispettivamente), altre otto erano di II classe a 40 posti e infine 22 erano di III classe, con 58 posti a sedere.
Il parco rotabili era completato da carri bagagliaio e alcune decine di carri merci chiusi (con o senza garitta) e aperti. Agli inizi del secolo è attestato che i carri merci erano più di 150.

### Automotrici Diesel

#### ALn 72
Le automotrici ALn 72 furono le prime ad essere impiegate sulla ferrovia Suzzara-Ferrara e lungo la relazione Mantova-Ferrara, a partire dal 1º settembre 1936. Verso la fine degli anni trenta, ad esse si aggiunse la rimorchiata 60.01 costruita dalle officine di Sermide su un telaio fornito dalla FIAT. La classificazione originale dell'automotrice era semplicemente 72: divenne ALn 72 alla fine degli anni cinquanta.
| Classificazione | Costruttore | Anno di fabbricazione | Dismissione                    |
| --------------- | ----------- | --------------------- | ------------------------------ |
| ALn 72.01       | FIAT        | 1936                  | ritirata (primi anni settanta) |
| ALn 72.02       | FIAT        | 1936                  | ritirata (1975)                |
| ALn 72.03       | FIAT        | 1936                  | demolita (1979)                |
| ALn 72.04       | FIAT        | 1936                  | ritirata (1971)                |
| 60.01           | FSF         | fine anni trenta      | ritirata (1979)                |

Curiosamente, la .04 era allestita con 20 posti a sedere di I classe su poltrone di velluto rosso e 34 posti a sedere di III classe. Le altre tre erano dotate di 72 posti di III classe su poltroncine in pelle.

#### ALn 56 ex FS
Le automotrici ALn 56 furono cedute dalle Ferrovie dello Stato alla FSF agli inizi degli anni cinquanta Erano delle ALb 56 trasformate a metano in disuso. Furono ricostruite dalle officine di Sermide con il montaggio di motori diesel Fiat ed entrarono in servizio nel 1952 (ALn 56.136) e nel 1953 (ALn 56.119).
Nel 1962 entrarono in servizio altre due ALn 56 ex FS, la.01 e la.03, impiegate in precedenza sulle dismesse tranvie Bologna-Pieve di Cento e Bologna-Malalbergo e alle quali erano stati montati due motori diesel Fiat di tipo differente. Furono denominate le gemelline perché si decise di accoppiarle permanentemente al fine di garantirne una maggiore affidabilità.
| Classificazione     | Costruttore | Anno di fabbricazione | Dismissione     |
| ------------------- | ----------- | --------------------- | --------------- |
| ALn 56.119          | FIAT        | 1935                  | ritirata (1979) |
| ALn 56.136          | FIAT        | 1935                  | venduta (1980)  |
| ALn 56.01+ALn 56.03 | FIAT        | 1936                  | ritirate (1971) |

#### ALn 668

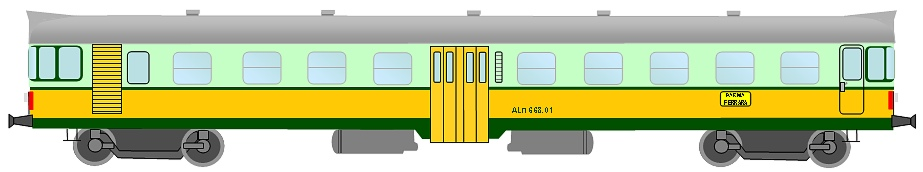
La ALn 668 in livrea originale verde lichene-giallo coloniale.

L'automotrice ALn 668 dotata della livrea verde lichene-giallo coloniale fu il rotabile che contraddistinse per parecchi anni la Suzzara-Ferrara e i treni del mare.
Le prime automotrici (dette ALn 668 del primo tipo) furono ordinate alla FIAT-OM nel 1958 e consegnate a partire dal marzo 1959 assieme a quattro rimorchiate semipilota Ln 664: i modelli erano analoghi alla serie 1400, che era la fornitura FS di quel periodo. Nel 1962 furono comprate anche una sesta automotrice e una quinta rimorchiata.
| Classificazione | Costruttore | Anno di fabbricazione | Dismissione          |
| --------------- | ----------- | --------------------- | -------------------- |
| ALn 668.05      | FIAT-OM     | 1959                  | proprietà FER (2002) |
| ALn 668.06      | FIAT-OM     | 1959                  | proprietà FER (2002) |
| ALn 668.07      | FIAT-OM     | 1959                  | proprietà FER (2002) |
| ALn 668.08      | FIAT-OM     | 1959                  | proprietà FER (2002) |
| ALn 668.09      | FIAT-OM     | 1960                  | proprietà FER (2002) |
| ALn 668.10      | FIAT-OM     | 1962                  | proprietà FER (2002) |
| Ln 664.25       | FIAT-OM     | 1959                  | proprietà FER (2002) |
| Ln 664.26       | FIAT-OM     | 1959                  | proprietà FER (2002) |
| Ln 664.27       | FIAT-OM     | 1959                  | proprietà FER (2002) |
| Ln 664.28       | FIAT-OM     | 1959                  | proprietà FER (2002) |
| Ln 664.29       | FIAT-OM     | 1962                  | proprietà FER (2002) |

Un secondo gruppo di ALn 668 (denominate del secondo tipo o orobiche) furono acquistate dalla FIAT nel 1970 allo scopo di rispondere alle necessità della nuova relazione Bergamo-Pesaro. Si trattava del prototipo sperimentale FIAT ALn 668.1999 e di un'altra dello stesso tipo costruita appositamente. Esse rappresentavano un nuovo tipo di ALn 668 che divergeva dagli esemplari precedenti nella cassa, nei carrelli e nel motore, il quale era sovralimentato e permetteva di raggiungere la velocità di 129 km/h. Ad esse si aggiunse una rimorchiata semipilota Ln 882.
| Classificazione | Costruttore   | Anno di fabbricazione | Dismissione          |
| --------------- | ------------- | --------------------- | -------------------- |
| ALn 668.11      | FIAT Materfer | 1968                  | proprietà FER (2002) |
| ALn 668.12      | FIAT Materfer | 1970                  | proprietà FER (2002) |
| Ln 882.30       | FIAT Materfer | 1971                  | proprietà FER (2002) |

Le ALn 668 del terzo tipo, simili nella concezione al tipo 668.1000 delle FS, furono acquistate tra il 1978 e il 1979 allo scopo di dismettere le automotrici acquistate negli anni trenta e limitare altresì il ricorso ai prestiti dalle FS per far fronte alle esigenze dei treni del mare. Furono ordinate anche otto rimorchiate Ln 880: un numero tale da poter avere un parco rotabili composto da metà automotrici e metà rimorchi.
| Classificazione | Costruttore     | Anno di fabbricazione | Dismissione          |
| --------------- | --------------- | --------------------- | -------------------- |
| ALn 668.013     | FIAT Savigliano | 1978                  | proprietà FER (2002) |
| ALn 668.014     | FIAT Savigliano | 1978                  | proprietà FER (2002) |
| ALn 668.015     | FIAT Savigliano | 1978                  | proprietà FER (2002) |
| ALn 668.016     | FIAT Savigliano | 1979                  | proprietà FER (2002) |
| ALn 668.017     | FIAT Savigliano | 1979                  | proprietà FER (2002) |
| ALn 668.018     | FIAT-TAM        | 1980                  | proprietà FER (2002) |
| Ln 880.031      | FIAT Savigliano | 1978                  | proprietà FER (2002) |
| Ln 880.032      | FIAT Savigliano | 1978                  | proprietà FER (2002) |
| Ln 880.033      | Savigliano      | 1979                  | proprietà FER (2002) |
| Ln 880.034      | Savigliano      | 1979                  | proprietà FER (2002) |
| Ln 880.035      | Savigliano      | 1979                  | proprietà FER (2002) |
| Ln 880.036      | FIAT-TAM        | 1980                  | proprietà FER (2002) |
| Ln 880.037      | FIAT-TAM        | 1980                  | proprietà FER (2002) |
| Ln 880.038      | FIAT-TAM        | 1980                  | proprietà FER (2002) |

A partire dal 1987, la livrea originaria delle ALn 668 fu sostituita dalla veste cromatica blu chiaro e argento che ha caratterizzato queste automotrici fino all'inglobamento della FSF nella FER.

#### ALn 556 ex FS
Agli inizi degli anni settanta la società decise di acquistare dalle Ferrovie dello Stato del materiale accantonato da impiegare nelle tradotte interne al posto di alcune automotrici dismesse. La scelta cadde su cinque automotrici ALn 556 della Serie 1200 che furono revisionate dai depositi di Sermide nel 1971 e collaudate tra il 20 gennaio e il 3 maggio dell'anno successivo.
Furono quindi impiegate lungo la Suzzara-Ferrara, la Mantova-Suzzara e, fino al 1974, sulla Parma-Suzzara, anche accoppiate o persino in terna, con un secondo macchinista sulla terza motrice. Il loro impiego cominciò a ridursi a partire dal 1978. Dal 1982 le automotrici non dismesse furono utilizzate solamente nelle corse Sermide-Ferrara o come riserva.
| Classificazione | Costruttore | Anno di fabbricazione | Dismissione     |
| --------------- | ----------- | --------------------- | --------------- |
| ALn 556.1230    | FIAT        | 1937                  | ritirata (1982) |
| ALn 556.1236    | FIAT        | 1937                  | ritirata (1987) |
| ALn 556.1277    | FIAT        | 1937                  | ritirata (1987) |
| ALn 556.1289    | FIAT        | 1937                  | ritirata (1982) |
| ALn 556.1292    | FIAT        | 1937                  | ritirata (1978) |

#### ALn 663
Nel 1989, per sostituire le ALn 556 dismesse, si procedette all'acquisto di tre automotrici ALn 663 dello stesso tipo di quello utilizzato dalle Ferrovie dello Stato ma col banco di guida predisposto per il comando multiplo di una sola altra automotrice, invece di due come sulle sorelle FS.
| Classificazione | Costruttore | Anno di fabbricazione | Dismissione          |
| --------------- | ----------- | --------------------- | -------------------- |
| ALn 663.019     | FIAT        | 1989                  | proprietà FER (2002) |
| ALn 663.020     | FIAT        | 1989                  | proprietà FER (2002) |
| ALn 663.021     | FIAT        | 1989                  | proprietà FER (2002) |

Come nel caso delle ALn 668, questo tipo di automotrici sono ora tutte di proprietà della Ferrovie Emilia Romagna S.r.l..

### Locomotori Diesel

#### Locomotiva M.52
La locomotiva M.52, denominata anche Ganz o Kadar, originariamente era un'automotrice costruita nel 1932 dalla Ganz di Budapest e commissionata dalla Santerno Anonima Ferroviaria che gestiva la linea Massalombarda - Imola - Fontanelice. A seguito dei bombardamenti durante la seconda guerra mondiale, la linea in questione non fu ripristinata, per cui l'automotrice rimase accantonata per più di dieci anni, quando fu acquistata dalla FSF per la trazione di brevi treni merci.
Le officine di Sermide la tramutarono in una locomotiva, eliminando l'arredamento interno, abbassando i radiatori sotto i finestrini delle testate e sostituendo i motori originari con quelli FIAT. Il rinnovato locomotore fu utilizzato in maniera informale dal 1957, anche se ottenne l'autorizzazione ufficiale a circolare sulla Suzzara-Ferrara solamente dopo l'agosto del 1965.
La locomotiva fu utilizzata fino a quando non si ruppe il cambio Knorr, quindi fu depositata a Sermide e, dal 1987, a Felonica Po, per poi tornare nuovamente a Sermide.

#### Locomotiva 121.01
Fu un esemplare unico costruito dalla Romaro nel 1953 allo scopo di soddisfare le necessità della ferrovia Padova-Piazzola-Carmignano. Il progetto iniziale prevedeva una locomotiva a due assi motori, mossi da un falso asse centrale. Successivamente, sempre in fase progettuale, per ridurre il peso assiale si aggiunsero due assi portanti alle estremità: ne conseguì il rodiggio 1-2-1 che fu poi assegnato al modello. Era dotato di quattro motori, provenienti dalla demolizione dei carri armati Sherman, mentre l'esterno fu modellato sulla base della E.424.
Alla chiusura della Padova-Piazzola, nel 1958 il locomotore fu ceduto alla Società per la ferrovia Benevento-Cancello che nel 1961 lo vendette alla FSF, intenzionata a sostituire le locomotive a vapore anche per il trasporto di merci.
Ribattezzato informalmente robot per il rumore dei suoi motori, il locomotore avrà vita breve sulla ferrovia Suzzara-Ferrara: nel 1969 fu accantonato a Sermide. Fu poi recuperato nel 1974 per utilizzarlo nei lavori di rinnovo dell'armamento. Fu demolito nel 1979.
| Classificazione | Costruttore | Anno di fabbricazione | Dismissione   |
| --------------- | ----------- | --------------------- | ------------- |
| 121.01          | Romaro      | 1953                  | demolito 1979 |

#### Locomotiva V 36
Allo scopo di sostituire il locomotore 121.01, tra il 1967 e il 1968 la società acquistò due locomotive Deutz V 36 da 200 kW, a tre assi accoppiati mossi da un albero cieco intermedio. Possedevano due gamme di velocità: fino a 30 km/h per il servizio di manovra e fino a 60 km/h per quello di linea.
Le due locomotive provenivano dalle dismesse ferrovie della val Seriana e della val Brembana. Nel 1988 furono sottoposte ad una grande revisione presso le Officine reggiane che ha consentito di poterle utilizzare fino al 2002, quando è avvenuto il formale passaggio nel parco rotabili della FER.
| Classificazione | Costruttore | Anno di fabbricazione | Dismissione          |
| --------------- | ----------- | --------------------- | -------------------- |
| LD.61           | Deutz AG    | 1953                  | proprietà FER (2002) |
| LD.62           | Deutz AG    | 1954                  | proprietà FER (2002) |

#### Locomotiva 220 ex DB

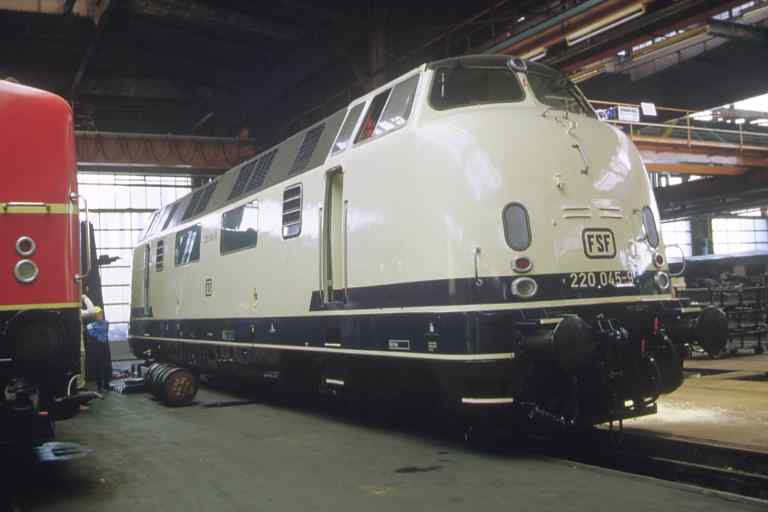
La locomotiva 220 045 ex DB della FP, ritratta durante la revisione svolta a Norimberga nel 1984, quando si presentava con livrea e insegna della FSF

Nel 1981 si studiò una tradotta merci Melzo-Ravenna con convogli completi a container che attraversasse la ferrovia Suzzara-Ferrara. Nel maggio 1982 si acquistarono dalla Deutsche Bahn (DB) tre locomotive diesel-idrauliche a carrelli del gruppo 220, già V 200. Le locomotive furono revisionate a Norimberga a partire dal luglio dello stesso anno e consegnate tra il 19 luglio e il 28 ottobre con una livrea blu oceano - beige. Ad esse si aggiunse, nel 1998, la 220.051, che era stata comprata dal Consorzio Brescia Nord nel 1990, ma che fu impiegata raramente sulla ferrovia Brescia-Iseo-Edolo per via dei continui guasti.
| Classificazione | Costruttore   | Anno di fabbricazione | Dismissione                                  |
| --------------- | ------------- | --------------------- | -------------------------------------------- |
| 220.006         | Atlas-MaK     | 1956                  | ricostruita (1999), ora proprietà FER (2002) |
| 220.011         | Atlas-MaK     | 1957                  | proprietà FER (2002)                         |
| 220.049         | Krauss-Maffei | 1956                  | proprietà FER (2002)                         |
| 220.051         | Krauss-Maffei | 1957                  | proprietà FER (2002)                         |

I mezzi furono impiegati per sporadici collegamenti merci fra Sermide e Ferrara in sostituzione delle LD. Nel 1986, dato che l'iniziativa della tradotta merci non era ancora iniziata, si decise di prestare la .049 all'Azienda Consorziale Trasporti Reggio Emilia.
Con l'orario invernale del 1987-88 si decise di attivare un servizio Sermide-Ferrara per pendolari lavoratori e studenti. Poiché le automotrici non erano in grado di soddisfare tale servizio, si optò per l'impiego delle 220, che avrebbero trainato delle carrozze. Se ne acquistarono tredici a carrelli dalle Ferrovie Federali Svizzere (una fu riservata ai ricambi); erano dotate di 72 posti a sedere e di 76 in piedi, mentre la livrea era verde - crema. Furono consegnate solo alla fine del 1987, per cui la relazione per le quali furono acquistate fu attivata l'11 gennaio 1988.
Nel 1995, le carrozze ex FFS furono ritirate, perché dotate di parti di amianto. Due anni dopo furono attivate le prime tradotte merci lungo la direttrice Ferrara - Suzzara - Guastalla. Nel 1998 si attivarono anche le relazioni mercantili Bologna - Ferrara e Ferrara - Ravenna, per le quali furono impiegate alternativamente sia le 220 ex DB della FSF sia quelle della Ferrovie Padane, dato che a quel tempo entrambe le società già appartenevano alla Regione Emilia-Romagna.